# Pinal de Amoles
Pinal de Amoles, es una población y cabecera municipal del municipio de Pinal de Amoles, está ubicada al oriente del estado de Querétaro, en México. Es una localidad forestal y fue minera y se ubica dentro de la Reserva de la Biosfera de Sierra Gorda. Fue denomidado Pueblo Mágico por el gobierno federal. 

## Toponimia
El nombre de la población es náhuatl, proviene de la palaba amolli, que hace referencia a una planta utilizada como jabón.

## Historia
Es una localidad fundada sobre lo que era el territorio de los otomíes, surge a partir de la prolongación del camino real hacia Xilitla, San Luis Potosí. Es reconocido por ser pueblo mágico.